# Cornutia
Cornutia, biljni rod rod iz porodice medićevki (Lamiaceae) raširen od južnog Meksika do tropske Južne Amerike. Postoji 9 priznatih vrsta.

## Vrste
1. Cornutia australis Moldenke
2. Cornutia coerulea (Jacq.) Moldenke
3. Cornutia jamaicensis Moldenke
4. Cornutia microcalycina Pav. ex Moldenke
5. Cornutia obovata Urb.
6. Cornutia odorata (Poepp.) Schauer
7. Cornutia pubescens C.F.Gaertn.
8. Cornutia pyramidata L.
9. Cornutia thyrsoidea Banks ex Moldenke

## Sinonimi
- Agnanthus Vaill. ex L.
- Hosta Jacq.
- Hostana Pers.